# جمعية الصحة العالمية
جمعية الصحة العالمية هو المجلس الذي تحكم من خلاله منظمة الصحة العالمية بواسطة الدول الأعضاء فيها والبالغ عددهم 194 دولة. وهي أعلى هيئة لوضع السياسات الصحية في العالم وتتألف من وزراء الصحة من الدول الأعضاء.
يجتمع أعضاء الجمعية في موقع المقر الرئيسي لمنظمة الصحة العالمية في قصر الأمم في جنيف كل سنة في شهر مايو. وتتمثل المهام الرئيسية للجمعية في تقرير المسائل الرئيسية المتعلقة بالسياسات ، وكذلك الموافقة على برنامج عمل منظمة الصحة العالمية وميزانيتها، وانتخاب مديرها العام (كل خمس سنوات)، وانتخاب عشرة أعضاء سنويًا لتجديد جزء من مجلسها التنفيذي. وتتمثل وظائفها الرئيسية في تحديد سياسات المنظمة والإشراف على السياسات المالية ومراجعة الميزانية البرنامجية المقترحة والموافقة عليها.

## جدل
تمت دعوة تايوان كمراقب في جمعية الصحة العالمية لمدة 8 سنوات بين عامي 2008 و2016. لكن منذ عام 2017، منع الضغط الصيني مشاركة تايوان في الجمعية. أعرب ممثلون من العديد من البلدان، بما في ذلك وزير الصحة والخدمات الإنسانية الأمريكية أليكس عازار، عن دعمهم لإدراج تايوان في الجمعية في مواجهة الإكراه الاقتصادي والسياسي الصيني.

## روابط خارجية
- الموقع الرسمي
- World Health Assembly documents